# WY Андромеды
WY Андромеды (лат. WY Andromedae) — двойная звезда в созвездии Андромеды на расстоянии приблизительно 5979 световых лет (около 1833 парсеков) от Солнца. Видимая звёздная величина звезды — от +9,65m до +8,65m.

## Характеристики
Первый компонент — оранжевый гигант, пульсирующая полуправильная переменная звезда типа SRD (SRD) спектрального класса G2e-K2(M3)*, или K2e, или K5III, или K5*. Масса — около 4,929 солнечных, радиус — около 117,581 солнечных, светимость — около 2136,486 солнечных. Эффективная температура — около 3868 K.
Второй компонент — коричневый карлик. Масса — около 40,68 юпитерианских. Удалён на 2,545 а.е..